# Hrabstwo Madison (Nowy Jork)
Madison – hrabstwo w stanie Nowy Jork w USA. Znajduje się na czwartym miejscu w rankingu na najlepsze miejsce do życia w północno-wschodniej części USA.
W 2000 r. liczba mieszkańców wynosiła 69 441 osób. Hrabstwo zostało nazwane na cześć czwartego prezydenta USA Jamesa Madisona. Siedzibą urzędu jest Wampsville.
Hrabstwo Madison jest częścią Metropolii Syracuse.
Co roku w czerwcu w Syracuse Polski Stypendialny Fundusz organizuje na Clinton Square największy w płn.-wsch. części USA "Polski Festiwal", ze średnią frekwencją ponad 25 000.

## Miejscowości
- Brookfield
- Cazenovia
- DeRuyter
- Eaton
- Fenner
- Georgetown
- Hamilton
- Lebanon
- Lenox
- Lincoln
- Madison
- Nelson
- Oneida
- Smithfield
- Stockbridge
- Sullivan

## Wsie
- Bridgeport (CDP)
- Canastota
- Cazenovia
- Chittenango
- DeRuyter
- Hamilton
- Madison
- Morrisville
- Munnsville
- Wampsville